# Rikki Wemega-Kwawu
Rikki Wemega-Kwawu (Sekondi, 3 febbraio 1959) è un artista ghanese.

## Biografia
Kwawau ha studiato presso la Scuola di Pittura e Scultura di Skowhegan, nel Maine. Ha partecipato a numerose mostre collettive e le sue opere si trovano in collezioni private e pubbliche in tutto il mondo, tra cui la Artotheek olandese.

## Pratica artistica
La sua opera è caratterizzata da una sintesi tra passato e presente. Nei suoi dipinti di grandi dimensioni incorpora un patrimonio di antichi simboli africani.
L'opera Saga Ashanti è stata incluso nella mostra Artisti Spea presso il San Diego Museum of Man, nel maggio 2007.

## Mostre
- 2011

Just One - Sommerausstellung - ARTCO Galerie GmbH, Herzogenrath.
POSITIONEN - zeitgenössischer afrikanischer Künstler aus der Sammlung Kindermann - ARTCO Galerie GmbH, Herzogenrath 
- 2010

FINE ART 2010 - ARTCO Galerie GmbH, Herzogenrath.
Welt in der Hand - Kunsthaus Dresden, Dresden.
- 2009

FINE ART 2010 - ARTCO Galerie GmbH, Herzogenrath. 
Neues aus dem Westen - Junge Künstler aus Westafrika - ARTCO Galerie GmbH, Herzogenrath.
- 2008

Zeitgenössische Kunst aus Ghana - Haus der Völker, Schwaz.
DIALOGE - ARTCO Galerie GmbH, Herzogenrath.
- 2007

AFRICA SELECT I - ARTCO Galerie GmbH, Herzogenrath.